# Wanzleben
Wanzleben là một đô thị ở huyện Börde, trong bang Sachsen-Anhalt, nước Đức. Đô thị Wanzleben có diện tích 44,64 km², dân số thời điểm ngày 31 tháng 12 năm 2006 là 5294 người. Wanzleben có cự ly khoảng 15 km về phía tây nam Magdeburg.
Wanzleben là thủ phủ của Verwaltungsgemeinschaft ("đô thị tập thể") Börde Wanzleben.